# العلاقات الجورجية المنغولية
العلاقات الجورجية المنغولية هي العلاقات الثنائية التي تجمع بين جورجيا ومنغوليا.

## مقارنة بين البلدين
هذه مقارنة عامة ومرجعية للدولتين:
| وجه المقارنة                                              | جورجيا                          | منغوليا         |
| --------------------------------------------------------- | ------------------------------- | --------------- |
| المساحة (كم2)                                             | 69.70 ألف                       | 1.57 مليون      |
| عدد السكان (نسمة)                                         | 3.72 مليون                      | 3.08 مليون      |
| الكثافة السكانية (ن./كم²)                                 | 53.37                           | 1.96            |
| العاصمة                                                   | تبليسي، كوتايسي                 | أولان باتور     |
| اللغة الرسمية                                             | اللغة الجورجية، اللغة الأبخازية | اللغة المنغولية |
| العملة                                                    | لاري جورجي                      | توغروغ منغولي   |
| الناتج المحلي الإجمالي (بليون دولار)                      | 15.16 مليار                     | 11.49 مليار     |
| الناتج المحلي الإجمالي (تعادل القوة الشرائية) بليون دولار | 35.68 مليار                     | 36.16 مليار     |
| الناتج المحلي الإجمالي الاسمي للفرد دولار أمريكي          | 3.79 ألف                        | 3.97 ألف        |
| الناتج المحلي الإجمالي للفرد دولار أمريكي                 |                                 | 11.95 ألف       |
| مؤشر التنمية البشرية                                      | 0.754                           | 0.727           |
| رمز المكالمات الدولي                                      | +995                            | +976            |
| رمز الإنترنت                                              | .ge، .გე ‏                       | .mn             |
| المنطقة الزمنية                                           | ت ع م+04:00                     | ت ع م+08:00     |

## منظمات دولية مشتركة
يشترك البلدان في عضوية مجموعة من المنظمات الدولية، منها:
| علم المنظمة | اسم المنظمة                    | تاريخ انضمام جورجيا | تاريخ انضمام منغوليا |
| ----------- | ------------------------------ | ------------------- | -------------------- |
|             | يونسكو                         | 7 أكتوبر 1992       | 1 نوفمبر 1962        |
|             | الفريق المعني برصد الأرض       | ?                   | ?                    |
|             | مؤسسة التمويل الدولية          | 29 يونيو 1995       | 14 فبراير 1991       |
|             | مؤسسة التنمية الدولية          | 31 أغسطس 1993       | 14 فبراير 1991       |
|             | منظمة التجارة العالمية         | 14 يونيو 2000       | ?                    |
|             | منظمة الأمن والتعاون في أوروبا | 24 مارس 1992        | 21 نوفمبر 2012       |
|             | الاتحاد البريدي العالمي        | ?                   | ?                    |
|             | الاتحاد الدولي للاتصالات       | 7 يناير 1993        | 27 أغسطس 1964        |
|             | الأمم المتحدة                  | 31 يوليو 1992       | 27 أكتوبر 1961       |
|             | البنك الدولي للإنشاء والتعمير  | 7 أغسطس 1992        | 14 فبراير 1991       |

## وصلات خارجية
- موقع وزارة الخارجية الجورجية
- موقع وزارة الخارجية المنغولية